# 마이크로소프트 블렌드
마이크로소프트 블렌드 포 비주얼 스튜디오(영어: Microsoft Blend for Visual Studio, 이전 이름: Microsoft Expression Blend/마이크로소프트 익스프레션 블렌드)는 웹 애플리케이션과 데스크톱 응용 프로그램을 위한 그래픽 인터페이스를 작성할 목적으로 마이크로소프트가 개발하여 판매하는 사용자 인터페이스 디자인 도구이다. 윈도우 프레젠테이션 파운데이션과 실버라이트 응용 프로그램의 XAML 기반의 인터페이스를 디자인하는 상호 작용적인 위지위그 프론트엔드이다. 과거에는 마이크로소프트 익스프레션 스튜디오 제품군의 응용 프로그램들 가운데 하나였다.

## 역사
개발 당시 익스프레션 블렌드의 코드 이름은 스파클(Sparkle)이었으며, 원래 이 제품은 "마이크로소프트 익스프레션 인터랙티브 디자이너"(Microsoft Expression Interactive Designer)라는 이름으로 발표되려다가, 2006년 12월 익스프레션 블렌드로 이름이 변경되었다.
2012년 12월 마이크로소프트는 독립형 익스프레션 제품군 도구들의 지원을 중단할 것임을 발표하였다. 익스프레션 블렌드는 윈도우 8을 위해 비주얼 스튜디오 2012와 비주얼 스튜디오 익스프레스로 통합되었다.
지금은 비주얼 스튜디오 2017 설치시 옵션을 통해 같이 설치할 수 있다.

## 같이 보기
- 글레이드 인터페이스 디자이너
- 인터페이스 빌더